# 치두구

치두 구의 위치

치두구(한국어: 칠도구, 중국어: 七堵區, 병음: Qīdǔ qū)는 중화민국 지룽시의 시할구이다. 넓이는 56.2659km2이고 인구는 2015년 8월 기준으로 54,062명이다.

## 지리
지룽 시의 서쪽에 위치하고 지룽 시에서 가장 면적이 넓은 구이다.

## 교통
- 타이완 철로관리국 종관선
- 국도 1호선
- 국도 3호선

## 같이 보기
- 지룽시